# Anacroneuria shamatari
Anacroneuria shamatari är en bäcksländeart som beskrevs av Bill P.Stark 1995. Anacroneuria shamatari ingår i släktet Anacroneuria och familjen jättebäcksländor. Inga underarter finns listade i Catalogue of Life.